# آمریکایی خودکار
آمریکایی خودکار (به انگلیسی: Autoamerican) (نوامبر ۱۹۸۰ میلادی) پنجمین آلبوم استودیویی عرضه‌شده به وسیلهٔ گروه موسیقی بلاندی است که به سرعت به رتبهٔ سه در جدول‌های موسیقی بریتانیا رسید و سپس برای مدتی در بخش‌های پایین‌تر جدول سپری کرد تا این‌که بعد از چند هفته از این جدول حذف شد. آمریکایی خودکار، آخرین آلبوم موفق بلاندی پیش از انحلال گروه در ۱۹۸۲ بود.

## منبع
- Wikipedia contributors, "Autoamerican," Wikipedia, The Free Encyclopedia, http://en.wikipedia.org/w/index.php?title=Autoamerican&oldid=212232158 (accessed May 15, 2008).